# شهرستان گریسون (ویرجینیا)
شهرستان گریسون، ویرجینیا (به انگلیسی: Grayson County, Virginia) یک سکونتگاه مسکونی در ایالات متحده آمریکا است که در ویرجینیا واقع شده‌است.

## خصوصیات
شهرستان گریسون ۱٬۱۵۵٫۱۴ کیلومترمربع مساحت دارد.